# Fuerzas Aéreas del Pacífico
Las Fuerzas Aéreas del Pacífico, en inglés: Pacific Air Forces (PACAF), es una unidad de la Fuerza Aérea de Estados Unidos. Es uno de los dos principales comandos de la USAF asignados fuera del territorio continental de Estados Unidos, siendo el otro las Fuerzas Aéreas de Estados Unidos en Europa.
PACAF es también el componente aéreo del Comando del Pacífico de Estados Unidos (USPACOM por sus siglas en inglés) estas unidades juntas hacen el Comando de Combate Unificado. El PACAF tiene su sede en la Base Aérea Hickam en Hawái.

## Misión
La misión del PACAF es estar listo para proporcionar poder aéreo, promoviendo los intereses de Estados Unidos en la región del Asia-pacífico, esto en circunstancias que pueden ser crisis internacionales, guerras o en tiempos de paz.
El PACAF es uno de los 9 comandos principales de la USAF, está situado en la zona del pacífico, esta unidad capacita, organiza, y equipa a los 45.000 efectivos del comando con las herramientas necesarias para apoyar al Comando del Pacífico de Estados Unidos.
La zona de responsabilidad de este comando se extiende desde la costa oeste de Estados Unidos hasta la costa oriental de África y desde el Ártico hasta la Antártica, son más de 100 millones de kilómetros cuadrados, en los cuales habitan 2 billones de personas divididas en 44 países.
El PACAF está formado por 4 fuerzas aéreas, nueve bases principales y aproximadamente 375 aeronaves, apoya al Comando del Pacífico de Estados Unidos y a la USAF con unidades expedicionarias y capacitadas para defender el país, promover la estabilidad, disuadir cualquier tipo de agresión, y en el caso de tener enemigos, derrotarlos rápidamente.

## Organización
Las Fuerzas Aéreas de Estados Unidos en el Pacífico (PACAF) se organizan en 4 fuerzas aéreas, su división es la siguiente:

### 5.ª Fuerza Aérea
Con cuartel General en la Base Aérea Yokota en Tokio, Japón.
- Ala N.º 18, Base Aérea Kadena, Prefectura de Okinawa, Japón.
- Ala de Combate N.º 35, Base Aérea Misawa, Prefectura de Aomori, Japón.
- Ala de Transporte Aéreo N.º 374, Base Aérea Yokota, Japón.
- Centro de Operaciones Aéreas y Espaciales N.º 605, Base Aérea Yokota, Japón.

### 7.ª Fuerza Aérea (AFKOR)
Con Cuartel General en la Base Aérea de Osan en Gyeonggi, Corea del Sur.
- Ala de Combate N.º 8, Base Aérea Kunsan, Jeolla del Norte (Corea del Sur).
- Ala de Combate N.º 51, Base Aérea de Osan.
- Centro de Operaciones Aéreas y Espaciales N.º 607, Base Aérea de Osan.
- Grupo de Apoyo Aéreo N.º 607, Base Aérea de Osan.
- Grupo de Apoyo de Operaciones Aéreas N.º 607, Base Aérea de Osan.
- Grupo de Apoyo N.º 607, Base Aérea de Osan.

### 11.ª Fuerza Aérea
Con Cuartel General en la Base Aérea Elmendorf en Alaska, Estados Unidos.
- Ala N.º 3, Base Aérea Elmendorf, Alaska.
- Ala de Combate N.º 354, Base Aérea Eielson AFB, Alaska.
- Centro de Operaciones Aéreas y Espaciales N.º 611, Base Aérea Elmendorf Alaska.
- Grupo de Apoyo Aéreo N.º 611, Base Aérea Elmendorf, Alaska.

### 13era Fuerza Aérea (AFPAC)
Con Cuartel General en la Base Aérea Hickam AFB, Hawái, Estados Unidos.
- Ala de Transporte Aéreo N.º 15, Base Aérea Hickam AFB, Hawái.
- Grupo Expedicionario Aéreo N.º 13, Base Aérea Hickam AFB, Hawái.
- Ala N.º 36, Base Aérea Andersen AFB, Guam. (Sin ningún avión asignado)
- Centro de Operaciones Aéreas y Espaciales N.º 613, Base Aérea Hickam AFB, Hawái.
- Grupo de Apoyo N.º 613, Base Aérea Hickam AFB, Hawái.